# Kilham (Northumberland)
Kilham is een civil parish in het bestuurlijke gebied Northumberland, in het Engelse graafschap Northumberland. In 2001 telde het dorp 131 inwoners.